# Piotr Dudek
Piotr Dudek (ur. 27 lipca 1973) – polski judoka.
Były zawodnik klubów: MOS Zatoka Braniewo (1989–1991), SGKS Wybrzeże Gdańsk (1992–2002). Brązowy medalista policyjnych mistrzostw Europy 2003 w kat. do 100 kg. Brązowy medalista mistrzostw Polski seniorów 1999 w kat. do 100 kg. Ponadto m.in. wicemistrz Polski juniorów 1992 w kat. do 86 kg.